# طبال المدينة
طبال المدينة هو نوع من منادي المدينة الذي يصدر إعلانات أثناء الضرب على الطبل.

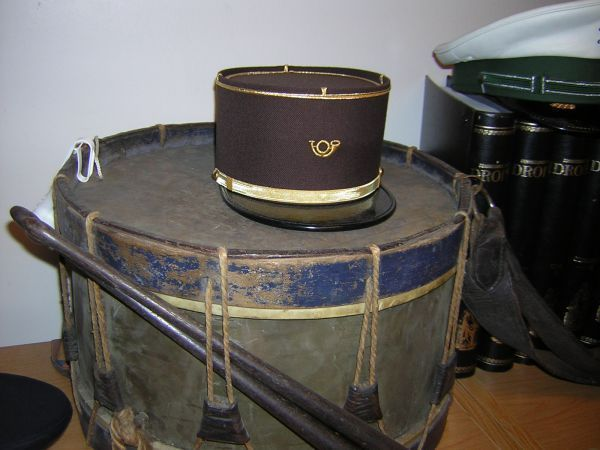
أدوات طبال المدينة

في السابق ، كان الشرطي الريفي أو حارس أو وكيل البلدية بمثابة طبلة المدينة.
كانت المهمة هي تزويد السكان بالمعلومات الصادرة عن البلدية من خلال التنقل في جميع أنحاء المدينة والتوقف في أماكن معينة. يتم الإنتباه إلى وجوده من خلال سماع ضجة صوتية (طبل ، بوق ، بوق ...). وبالتالي يخرج السكان ويجتمعون للاستماع إليه.

## مذكرات و مراجع
1. ↑  Gérard Boutet (2007). La France en héritage. Librairie Académique Perrin  [لغات أخرى]‏. ص. 678.{{استشهاد بكتاب}}:  صيانة الاستشهاد: علامات ترقيم زائدة (link).